# Železné
Železné (en allemand : Schelesna) est une commune du district de Brno-Campagne, dans la région de Moravie-du-Sud, en République tchèque. Sa population s'élevait à 500 habitants en 2020.

## Géographie
Železné se trouve à 3 km au nord-est du centre de Tišnov, à 22 km au nord-ouest de Brno et à 166 km au sud-est de Prague.
La commune est limitée par Lomnička au nord-ouest, par les quartiers de Jamné et Hajek de Tišnov au nord-est, par Drásov au sud-est et par Tišnov au sud-ouest.

## Histoire
La première mention écrite de la localité date de 1239.